# Alexine Tinne
Alexandrine Pieternella Françoise Tinne, appelée Alexine Tinne, né le 17 octobre 1835 à La Haye et morte le 1er août 1869 dans le Fezzan au sud-ouest de la Libye, est une photographe et une exploratrice néerlandaise en Afrique et la première femme européenne à tenter de traverser le Sahara.

## Biographie

### Enfance et éducation
Alexine est la fille de Philippe Fréderic Tinne, un marchand hollandais qui s'était installé en Angleterre durant les guerres napoléoniennes avant de retourner dans son pays natal, et de sa seconde épouse, la baronne Henriette van Capellen, fille du célèbre vice-amiral Theodorus Frederik van Capellen, une famille d'aristocrate proche de la famille royale.
La jeune Alexine est éduquée à la maison et montre un certain talent pour le piano. Son père meurt alors qu'elle n'a que neuf ans. À la suite de ce décès, la jeune Alexine âgée de 10 ans devient l'une des plus riches héritières des Pays-Bas.

## Voyages au Nord et au Centre de l'Afrique

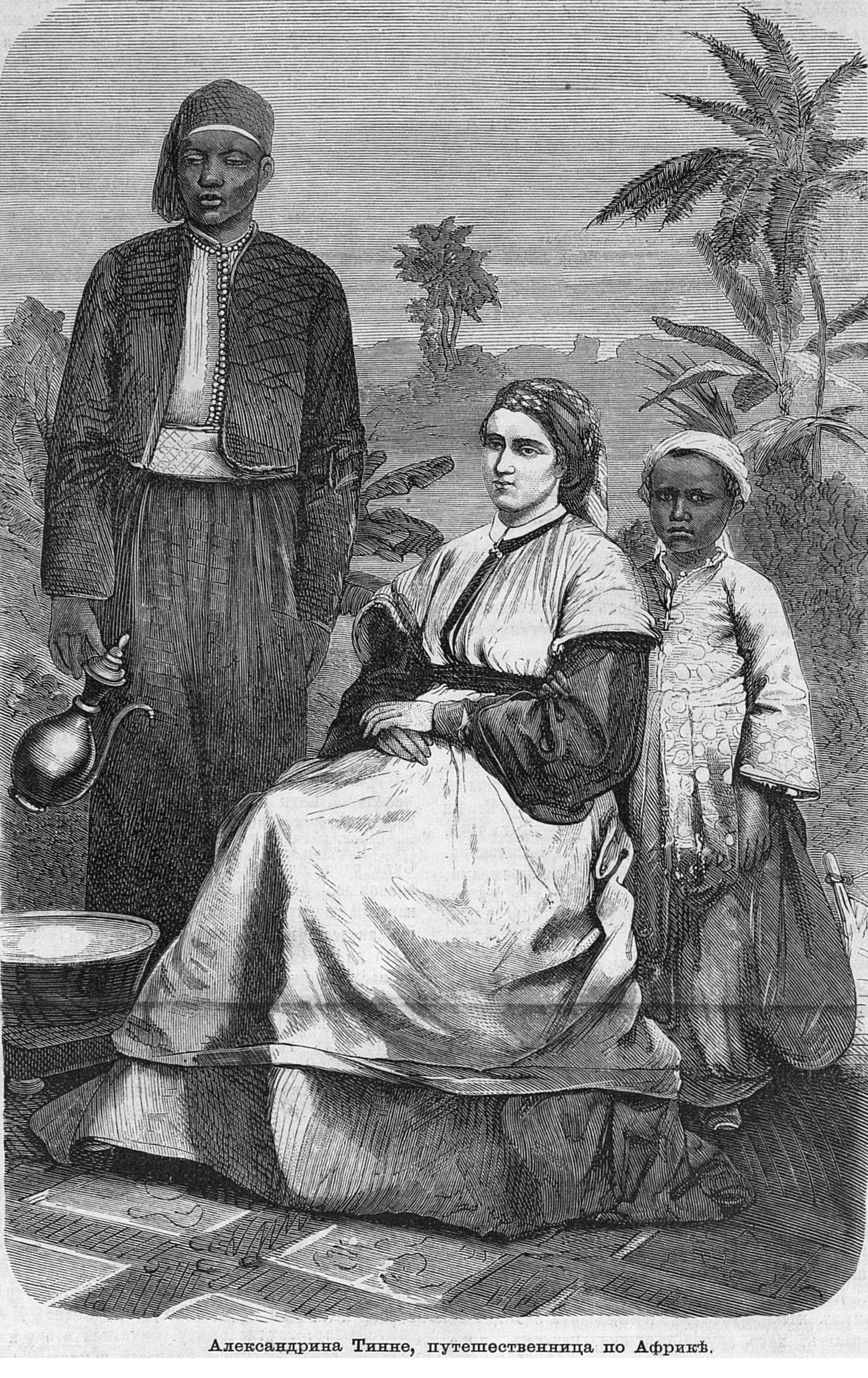
Alexine Tinne en Afrique

Sa mère et elle commencent alors à voyager, en Norvège, en Italie, puis au Moyen-Orient et, en 1856, en Égypte, vers les sites antiques. Elle décide ensuite de se lancer, toujours avec sa mère, dans l'un des grands défis géographiques de l'époque, l'exploration des sources du Nil, et ce à partir de Gondokoro. 
Elle commence également à faire preuve d'un talent pour la photographie, réalisant, en 1860, une vingtaine de vues de La Haye avec le procédé du collodion humide. 
Elle entreprend une seconde expédition en Égypte à partir du 9 janvier 1862 avec sa mère et sa tante. Après un court séjour à Khartoum, le groupe remonte le Nil Blanc jusqu'à Gondokoro, et explore une partie du Sobat, avant de retourner à Khartoum en novembre. Elle cartographie ces portions du Nil, et se livre aussi à de la botanique et de l'ethnographie. Les caravanes mises en place pour ces voyages sont imposantes, comportant un grand nombre de porteurs, avec des bêtes de somme. En février 1863, Theodor von Heuglin et le Dr Hermann Steudner se joignent au groupe pour une nouvelle campagne vers le fleuve des Gazelles Bahr el-Ghazal. Cette expédition a un destin tragique car Mme Tinne mère et le Dr Steudner meurent en avril de la fièvre, et la tante d'Alexine en juillet, sur le retour vers Khartoum,. Alexine Tinne, affectée par ces morts, revient au Caire en passant par Suakin, emportant avec elle, les corps de ses parents.
Les résultats scientifiques et géographiques de l'expédition sont toutefois très importants. Malgré les conditions climatiques parfois éprouvantes, Tinne arrive à réaliser et à rapporter des photographies de ce voyage, dont plusieurs vues de Gondokoro prises en 1862 et qui sont les premières connues de ce lieu ; dans les années qui suivent, ces images ont servi de modèle pour des illustrations gravées dans la presse ou dans des livres d’autres explorateurs. Ses collections botaniques (plus de 70 espèces) ont été décrites dans l’ouvrage intitulé Plantae Tinneanae. L’espèce Crinum tinneanum Kotschy & Peyr. [Amaryllidacées; nom actuel Ammocharis tinneana (Kotschy & Peyr.) Milne-Redh. & Schweick] a été nommée en son honneur. Le genre Blastania (Cucurbitaceae) a été décrit dans le même travail.
Les quatre années suivantes, Alexine Tinne reste en Orient, visitant l'Algérie, la Tunisie et d'autres parties de la mer Méditerranée.

## L'expédition du Sahara
En janvier 1869, elle débute une nouvelle expédition partant de Tripoli avec là encore une caravane imposante,, afin d'atteindre le lac Tchad, en passant par le Ouaddaï, le Darfour et le Kordofan. À Mourzouq, elle croise l'explorateur allemand Gustav Nachtigal, avec lequel elle envisage de traverser le désert. Mais ce dernier souhaitant d'abord aller vers les montagnes du Tibesti, elle fait route seule vers le Sud et trouve la mort en août, probablement assassinée par des Touaregs, laissant une collection ethnographique importante malheureusement détruite lors de la Seconde Guerre mondiale. Ses photographies sont toujours exposées à La Haye.

## Galerie

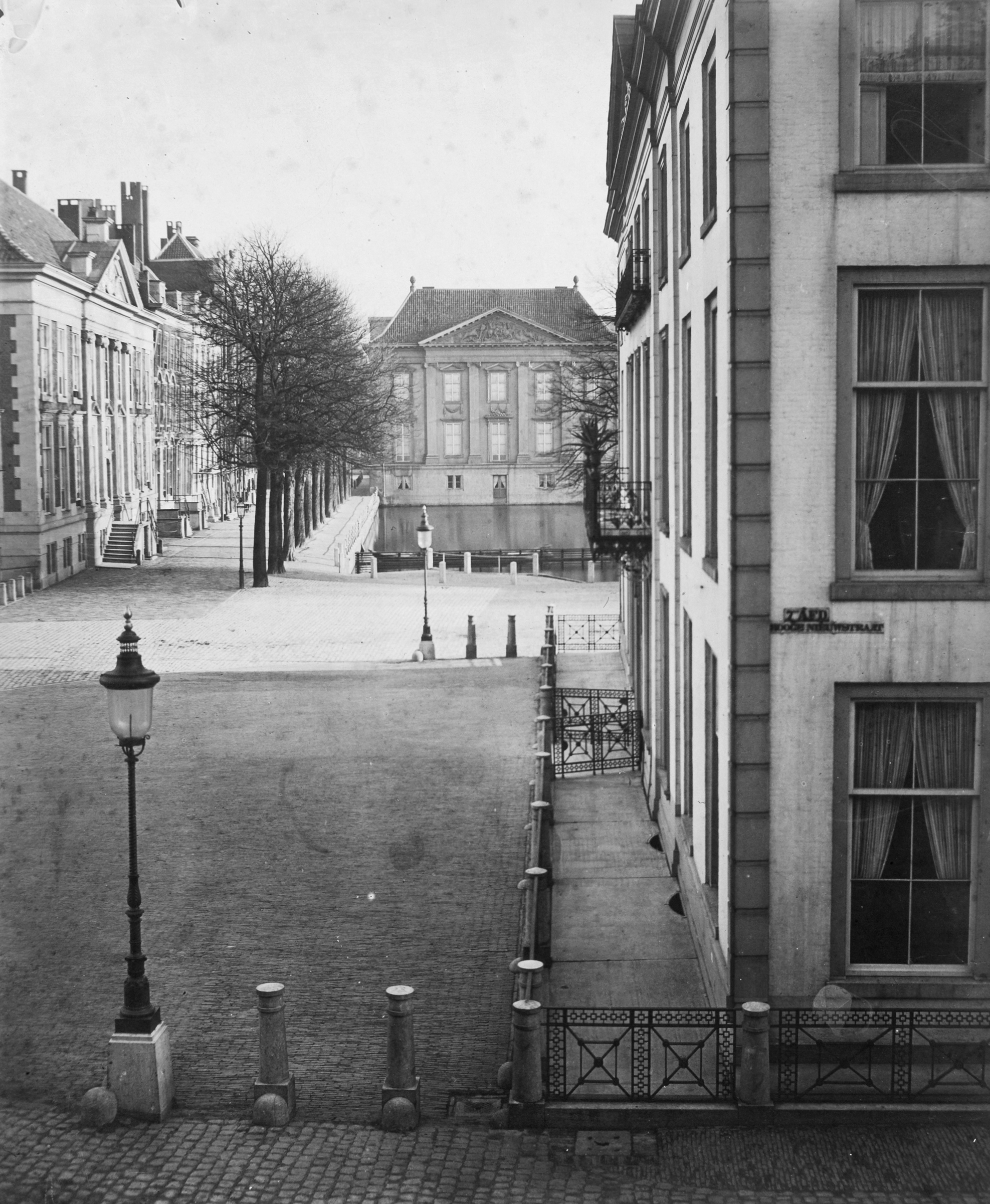
Vue de la rue Tournooiveld à La Haye, 1860-1861.
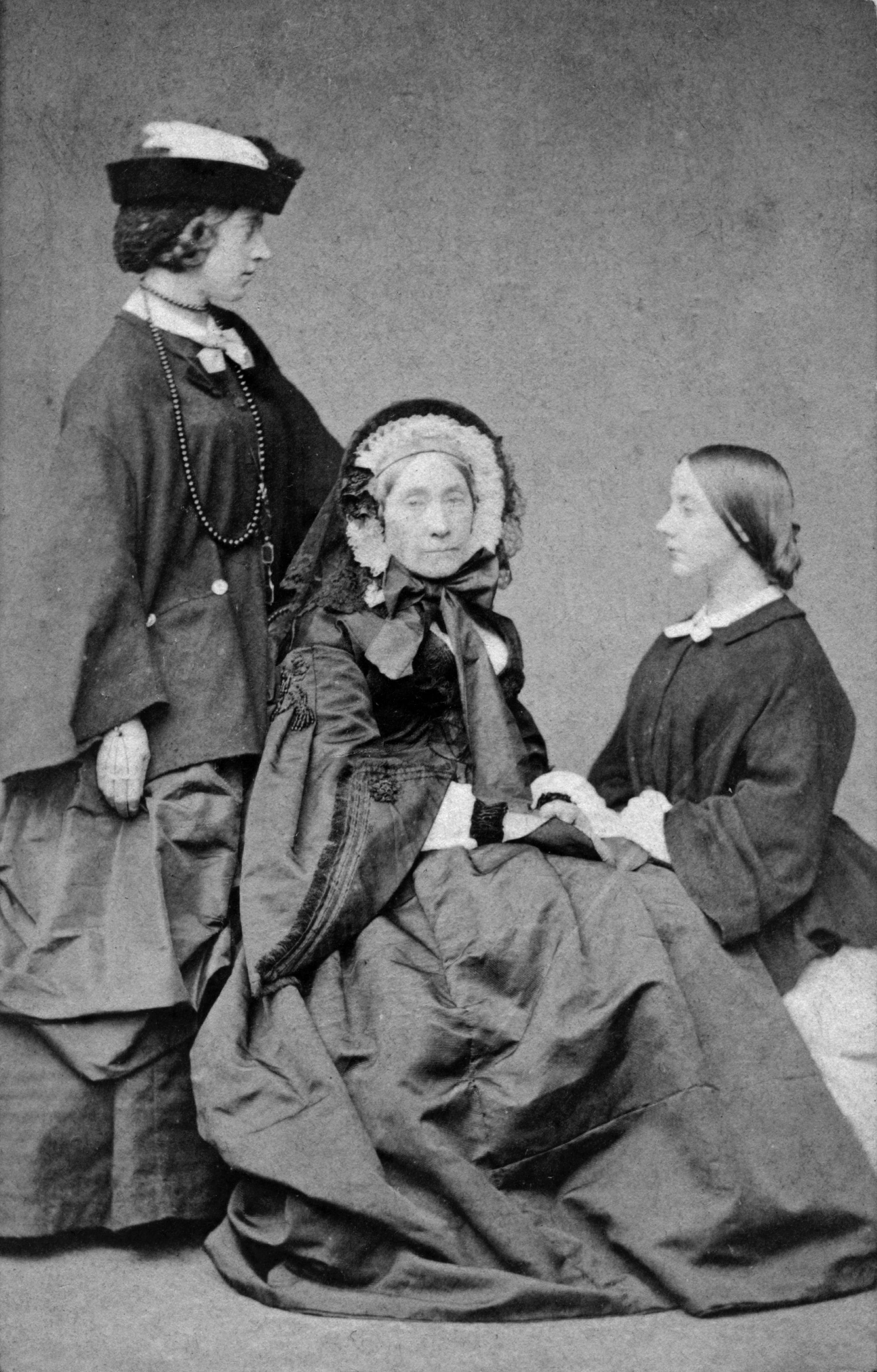
Robert Jefferson Bingham, Alexine Tinne, Henriëtte Tinne-van Capellen et Jetty Hora Siccama, photographie, vers 1860.